# Крайне левая (Италия)
«Крайне левая» (итал. Estrema sinistra) — радикальная политическая партия, существовавшая в Итальянском королевстве с 1877 по 1904 год. В 1904 году на её базе была сформирована Итальянская радикальная партия. 
Для партии использовались и другие названия, Партия за демократию (итал. Partito della democrazia) и «Луч демократии» (итал. Fascio della democrazia). До 1892 года фактически представляла собой не партию в современном понимании этого слова, а парламентскую группу, объединявшую радикалов, республиканцев и социалистов. В 1890-х годах представляла собой предвыборную коалицию.
«Крайне левая» выступала за полное отделение церкви от государства, децентрализацию и развитие местного самоуправления, прогрессивное налогообложение, независимый суд, бесплатное и обязательное светское образование для всех детей, всеобщее избирательное право, в защиту прав женщин и трудящихся, против смертной казни, клерикализма, империализма и колониализма.

## История
На парламентских выборах 1876 года «Левая» одержала победу, сумев получить большинство в Палате депутатов и сформировать правительство во главе с Агостино Депретисом. 26 мая 1877 года итальянский революционер и врач Агостино Бертани основал радикально-либеральную парламентскую группу под названием «Крайне левая» (итал. Estrema sinistra). Новая группа объединила радикалов и республиканцев, придерживавшихся антиклерикальных, демократических и республиканских взглядов в духе таких деятелей итальянского Рисорджименто, как Джузеппе Мадзини и Джузеппе Гарибальди, на которые сильное влияние оказали философ и писатель Карло Каттанео и революционер и патриот Карло Пизакане.
Новая группа развернула активную борьбу против кабинета Депретиса, оказывая поддержку другому деятелю «Левой» Бенедетто Кайроли. На досрочных парламентских выборах 14 мая 1880 года «Крайне левой» удалось провести в Палату депутатов 9 своих представителей. Через два года крайне левым удалось добиться избирательной реформы, которая увеличила количество избирателей почти в четыре раза, с 662 000 до 2 600 000. Были снижены возрастной (с 25 лет до 21 года) и имущественный (с 40 до 19,8 лир) ценз для избирателей, право голоса получили арендаторы земельных участков, вносившие не менее 500 лир арендной платы, а также те, кто платил не менее 150 лир за наём жилого помещения, мастерской или лавки. Основным стал образовательный ценз, благодаря чему мужчины имевшие как минимум законченное трёхлетнее начальное образование освобождались от имущественного ценза. Во многом благодаря этой реформе на выборах 1882 года крайне левые смогли увеличить своё представительство в Палате депутатов до 44 человек. Именно тогда в итальянский парламент был впервые избран депутат-социалист (бывший анархист) Андреа Коста, прошедший по списку «Крайне левой».
В августе 1883 года в Болонье состоялась конференция, на которой крайне левые создали партию «Луч демократии». Во главе партии стоял Центральный комитет из трёх членов, представлявщих её основные течения: республиканец Джованни Бовио (итал. Giovanni Bovio), социалист Андреа Коста и поэт и драматург Феличе Каваллотти, сменивший во главе радикалов постаревшего Бертани. Однако из-за разногласий между фракциями «Луч демократии» до 1892 года фактически оставался парламентской группой, позже превратившись в избирательную коалицию. Крайне левые по прежнему были в оппозиции Депретису, который несмотря на правительственные кризисы, следовавшие один за одним, продолжал возглавлять кабинет. К тому времени Депретис значительно сместился вправо. В то же время в отличие от «Левой», чьи лидеры, несмотря на свою критику политики Депретиса, неоднократно входили в его правительство, «Крайне левая» была более последовательна, отказывая ему в поддержке. Радикалы много внимания уделяли светскому образования, аграрному вопросу, улучшению социального законодательства и противостоянию агрессивному внешнеполитическому курсу, выступая против колонизации Эритреи и Тройственного союза, созданного в 1882 году Германией, Австро-Венгрией и Италией против Франции и России.
После смерти Депретиса в 1887 году, кабинет возглавил один из лидеров «Левой» Франческо Криспи, который продолжил политику предшественника. Во время правления кабинета Криспи радикалы немало сделали для принятия нового уголовного кодекса, который, заменив действовавшие до него устарелые и часто варварские провинциальные кодексы, стал, таким образом, последним актом объединения Италии. Новый кодекс являлся ещё и передовым для Европы XIX века: в нём не было смертной казни. Помимо этого, кодекс фактически был актом борьбы с католической церковью, так как предусматривал наказания за преступления духовных лиц и мирян против государства в интересах церкви. Кроме этого, была отменена десятина, обязательная уплата в пользу церкви десятой части доходов прихожан, и проведена реформа общинного и провинциального управления, значительно расширившая местное самоуправление.
Несмотря на все эти прогрессивные шаги, авторитарные тенденции, проявившиеся в действиях Криспи, экономические и социальные проблемы, провоцирующие антиправительственные выступления, продолжение колониальной политики и сближение с Германией и Австро-Венгрией, вызвали сильное недовольство «Крайне левой». В конце 1888 года Каваллотти с ирредентистских позиций резко раскритиковал внешнюю политику правительства, в частности ориентацию на Тройственный союз. В ответ Криспи распустил ирредентистские комитеты Тренто и Триеста, инициировал аресты ряда своих политических противников, запретил митинги и уволил министра финансов Федерико Сейсмит-Дода, сочувствовавшего ирредентистам.
13 мая 1890 года крайне левые провели демократический конгресс, в котором помимо радикалов Кавалотти также участвовали республиканцы Бовио и социалисты Коста. На нём была разработана и одобрена общая для крайне левых программа, вошедшая в историю как «Римский пакт» (итал. Patto di Roma).
Основные пункты программы:
- Запрет объявлять войну без решения парламента;
- Свобода собраний и ассоциаций;
- Широкое развитие местной автономии;
- Независимость судебной власти от политической власти;
- Выплата финансовая компенсация за судебные ошибки и тюремное заключение несправедливо пострадавшим;
- Введение бесплатного и обязательного светского образования от детского сада до университета;
- Автономия университетов;
- Восмичасовой рабочий день;
- Защита женского и детского труда;
- Пенсии и социальные гарантии для работников;
- Развитие кооперации и кооперативного кредита.

Большая часть социалистов во главе с Филиппо Турати (итал. Filippo Turati) и Энрико Ферри выразили недовольство чересчур умеренными социальными требованиями «Римского пакта» и отказались идти на выборы вместе с радикалами, решив создавать собственную партию. Это привело к потере крайне левыми многих избирателей в Северной Италии. В то же время успехи радикалов в Южной Италии позволили им получить в парламенте 42 мандата.
31 января 1891 года Криспи из-за проблем с утверждением нового бюджета, вышел в отставку. Новое правительство сформировал лидер умеренных правых маркиз де Рудини. Большинство в нём составили члены «Правого центра», но были также «непримиримые правые» и левые, в частности Джованни Никотера. Новый кабинет поддержал ряд требований «Крайне левой», но уже через три месяца репрессивная внутренняя политика нового правительства и его намерение в очередной раз продлить Тройственный союз, заставили радикалов вернуться в оппозицию. После падения первого правительства де Рудини, Каваллотти договорился об участии крайне левых в правительстве Джузеппе Дзанарделли, но король Умберто I поручил формировать новый кабинет Джованни Джолитти из «Левой». Радикалы выступили против нового кабинета, хотя некоторые депутаты от крайне левых перешли на сторону Джолитти.
Внутренний кризис в «Крайне левой», вызванный вопросом поддержки кабинета Джолитти, проявился во время выборов 1892 года. Хотя «Крайне левой» удалось увеличить своё представительство в Палате депутатов, но некоторые радикалы были избраны при поддержке правительства, в то время как лидеры партии Каваллотти и Маттео Ренато Имбриани потерпели поражение.
В 1893 году, во многом с подачи лидера парламентской группы крайне левых Наполеоне Колаянни, разгорелся скандал вокруг афер эмиссионных банков. В шести итальянских банках, имевших монополию на выпуск кредитных билетов, гарантированных правительством, были выявлены многомиллионные хищения, в которых оказались замешаны некоторые депутаты и министры. Хотя Джолитти и не был повинен в коррупции и хищениях, но он знал об этих неприглядных фактах и долго противился их обнародованию, из-за чего в ноябре 1893 года был вынужден уйти в отставку. Совет министров Италии вновь возглавил Криспи. Между тем Каваллотти вернулся в палату и сумел объединить радикалов для противодействию авторитарному премьер-министру. Новый виток парламентской борьбы против Криспи был вызван кровавым подавлением массового демократического и социалистического движения рабочих и крестьян Fasci Siciliani. В 1896 году Криспи был вынужден уйти после разгрома итальянских войск в битве при Адуа, которое предопределило поражение Италии в Первой итало-эфиопской войне (1895—1896).
Новый кабинет формирует лидер «Правого центра» маркиз де Рудини совместно с левым политиком Бенедетто Кайроли, получив поддержку большинства крайне левых, несмотря на противодействие Этторе Сакки. На выборах 1897 года радикалы, выступая в союзе с социалистами, смогли добиться избрания в Палату депутатов 81 своего представителя, из них 45 радикалов, 24 республиканца и 15 социалистов. Вскоре двадцать два из них, в том числе Джованни Бовио, Наполеоне Колаянни, Маттео Ренато Имбриани, Сальваторе Барзилай и Эдоардо Пантано, покинули фракцию, чтобы сформировать парламентскую группу Итальянской республиканской партии, образованной двумя годами ранее. 6 марта 1898 года Феличе Каваллотти был убит на дуэли консервативным журналистом Ферруччо Макола. Его смерть усилила кризис крайне левых, вызванный, в частности, образованием новых левых партий, Социалистической и Республиканской.
После беспорядков в Милане в мае 1898 года и ареста ряда левых депутатов, социалистов Филиппо Турати, Анны Кулишёвой, Андреа Коста и Леонида Биссолати, а также радикала Карло Ромусси, правовой защитой арестованных занялся Этторе Сакки, постепенно выдвинувшийся на вакантное место лидера «Крайне левой». В 1901 году лидеры двух основных течений радикальной партии Сакки и Маркора вошли в кабинет Дзанарделли. Через два года правительственная коалиция развалилась из-за вопроса о повышении военных расходов. Новое правительства король поручил создать Джолитти, который предложил радикалам войти в него. «Крайне левая» разделилась по этому вопросу, в то время как Сакки высказывался за участие во втором кабинете Джолитти, Маркор и его группа выступили против этого.
27—30 мая 1904 года в Риме состоялся Национальный конгресс «Крайне левой», на котором было решено создать Итальянскую радикальную партию.

## Результаты выборов
| Год  | Список       | Лидер             | Голоса  | %     | +/-   | Места | +/-   |
| ---- | ------------ | ----------------- | ------- | ----- | ----- | ----- | ----- |
| 1880 | Крайне левая | Агостино Бертани  | 6 090   | 1,7   | дебют | 9     | дебют |
| 1882 | Крайне левая | Агостино Бертани  | н/д     | 8,6   | ▲6,9  | 44    | ▲35   |
| 1886 | Крайне левая | Феличе Каваллотти | н/д     | 8,8   | ▲0,2  | 45    | ▲1    |
| 1890 | Крайне левая | Феличе Каваллотти | н/д     | 8,3   | ▼0,5  | 42    | ▼3    |
| 1892 | Крайне левая | Феличе Каваллотти | н/д     | 6,9   | ▼1,4  | 56    | ▲14   |
| 1895 | Радикалы     | Феличе Каваллотти | 142 356 | 11,65 | ▲4,75 | 47    | ▼9    |
| 1897 | Радикалы     | Феличе Каваллотти | н/д     | 8,27  | ▼3,38 | 42    | ▼5    |
| 1900 | Радикалы     | Этторе Сакки      | 89 872  | 7,07  | ▼1,20 | 34    | ▼8    |

## Известные члены
- Джулио Алессио (1853–1940) — экономист, профессор государственных финансов и финансового права, депутат, министр.
- Антонио Биллиа (1831—1873) — журналист, депутат.
- Наполеоне Колаянни (1847—1921) — писатель, профессор статистики, фактический лидер республиканцев в парламенте, прославился активным участием в банковском скандале 1892 года.
- Малакия Де Кристофори (1832—1915) — доктор хирургии, депутат и сенатор, глава миланских масонов.
- Маттео Ренато Имбриани (1843—1901) — журналист, депутат.
- Эдоардо Пантано (1842—1932) — писатель, депутат, министр, пожизненный сенатор.
- Сальваторе Барзилай (1860—1939) — адвокат, криминалист, депутат.
- Джованни Бовио (1837(по некоторым данным 1841)—1903) — философ, депутат, систематизатор идеологии Республиканской партии.
- Джованни Кантони (1818 —1897) — физик и инженер, сенатор.
- Андреа Коста (1851—1910) — первый в Италии депутат-социалист, считается одним из основателей социалистического движения в Италии.
- Джузеппе Маркора (1841—1927) — адвокат, депутат и сенатор.
- Карло Ромусси (1847—1913) — адвокат, журналист, депутат.
- Агостино Бертани (1812—1886) — врач, писатель, соратник Гарибальди, основатель «Крайне левой».
- Феличе Карло Эмануэле Каваллотти (1842—1898) — юрист, поэт и драматург, известный под прозвищем «бард демократии», депутат.
- Энрико Ферри (1856—1929) — писатель, журналист, криминалист, ученик Чезаре Ломброзо, депутат.
- Эрнесто Натан (1845—1921) — английский еврей, один из основателей Общества Данте Алигьери, мэр Рима (1907—1913), Великий мастер ложи «Великий восток Италии».
- Этторе Сакки[итал.] (1851—1924) — адвокат, депутат.